# Komarča
Komarča je področje strmega skalnega zatrepa Bohinjske doline nad slapom Savica. Pot preko Komarče je znana kot eden najhitrejših dostopov v visokogorje Triglavskega narodnega parka. Izhodišče te poti je Koča pri Savici, od koder je za povprečnega planinca približno 1,5 ure hoje do Črnega jezera (1319 mnm), najnižje ležečega jezera v dolini Triglavskih jezer. Zaradi obsežnega požara leta 2003 je bila pot dlje časa za planince zaprta.